# Belianske Tatras
Les Belianske Tatras (Belianske Tatry en slovaque) sont une chaîne de montagnes constituant, avec les Hautes Tatras, les Tatras orientales qui font partie de la chaîne des Tatras dans le nord des Carpates occidentales. Le point culminant est le mont Havran à 2 151,5 m d'altitude. Ce dernier, comme une grande partie du massif des Belianske Tatras, n'est pas accessible aux touristes pour des raisons de conservation de la nature.

## Géologie

Vue depuis Jahňaci štít de la partie occidentale des Belianske Tatras.

Le massif est constitué de calcaire et de dolomie.

## Protectoire de l'environnement
L'intégralité des Belianske Tatras est protégée et fait partie du parc national des Tatras.